# Delaware (Nowy Jork)
Delaware – miasto w Stanach Zjednoczonych, w stanie Nowy Jork, w hrabstwie Sullivan.